# Misema Lake
Misema Lake är en sjö i Kanada.   Den ligger i Timiskaming District och provinsen Ontario, i den sydöstra delen av landet, 400 km nordväst om huvudstaden Ottawa. Misema Lake ligger 299 meter över havet. Den ligger vid sjön Howard Lake.
I omgivningarna runt Misema Lake växer i huvudsak blandskog. Runt Misema Lake är det mycket glesbefolkat, med 3 invånare per kvadratkilometer.